# Stora mossen
För andra betydelser, se Stora mossen (olika betydelser).
Stora mossen är en stadsdel i Bromma stadsdelsområde i Västerort inom Stockholms kommun och är en del av Gamla Bromma trädgårdsstad. Nästan två tredjedelar av bebyggelsen består av villor. 

## Historia

### Sjön Stora Mossen
För ca 4000 år sedan låg Stora mossen under havsytan. På den yngre stenåldern var vattennivån fortfarande 22 meter över dagens nivå. Bromma liknade en skärgård med ett flertal mindre och större öar. Stora mossen var vid den här tidpunkten en sjö på en större ö där nutidens Nockeby och Äppelviken ligger. Stora mossen var ett lågt beläget område och sjön var den enda som bildats i hela Bromma fram till den äldre järnålderns början. Under perioderna bronsåldern och äldre järnåldern skedde landhöjningar men sjön upphörde inte totalt förrän vid övergången till den yngre järnåldern.

### Arkeologiskt fynd vid den forntida sjön
Cirka 135 meter norr om Skidbacksberget, på västra sidan om gångvägen vid Stora Mossens koloniområde, finns två stenblock med två respektive en skålgropar, samt 30 meter norrut längs med gångvägen finns ännu ett stenblock med två skålgropar. Blocken (RAÄ 830 och 834) ligger intill vad som en gång var sjön Stora Mossen. Skålgropar förknippas i regel med bronsåldern och troligen har de haft en rituell användning. På andra sidan den tidigare sjön påträffades 1937 en stenyxa av grönsten (skafthålsyxa funnen i jorden 1937) (RAÄ 119) på en tomt vid Bävervägen 30 i Stora Mossen. Platsen för fyndet är sydvästsluttning av en moränbunden bergrygg på tomtmark.

### Bronsålderslämningar på Skidbacksberget
På Skidbacksberget i Skidbacksskogen finns även grunderna till den sentida hoppbacke, som namngivit berget och som tillhörde Stora Mossens Idrottsplats. På Skidbacksberget har det funnits låga stenhägnader från bronsåldern vilka idag klassas som en fast fornlämning(RAÄ 136). Stenhägnaderna var då långa, delvis glesa rader av stenar som gick över berget, vars krön ligger 41 meter över havet, från norr till söder med vissa förgreningar åt öster. Enligt Fornminnesregistret finns inga murrester kvar att se idag. De enda bevisen som finns idag finner man på den östra sidan av där hoppbacken låg, halvvägs ned mot Nyängsvägen. Ett annat bevis presenterades av en äldre ortsbo som kommer ihåg att det funnits mer sten där än idag. Hägnaderna bildar en så kallad vallanläggning, som kan vara från bronsåldern (ca 1800–500 f.Kr.), vilket antyds av den nivå som den ligger på, det är cirka 30 meter över havet. Den "fångar in" en del av berget och en platå nedanför. Fornforskaren Richard Dybeck uppgav i mitten på 1800-talet att anläggningen hade kraftigt raserade murar och tämligen branta sidor mot norr. De tydligaste resterna fanns på östra sidan. Precis som Dybeck skrev ligger denna stensträng på bergets östra sida.

### Skid- och hoppbacke samt ridhuset med Äppelvikens ridskola
I skogen väster om Stora Mossens Idrottsplats anlades en skid- och hoppbacke 1932. Den brann ner 1950, skidbacken reparerades, men brann ner igen. Mellan Bromma gymnasium och Stora Mossens idrottsplats låg på platsen ett ridhus med Äppelvikens ridskola, som grundades 1920. Verksamheten flyttades 1986 till nytt ridhus, Åkeshovs ridanläggning, på Åkeshovsvägen 31 vid Åkeshovs slott och Judarskogen.

### Gården Stora Mossen

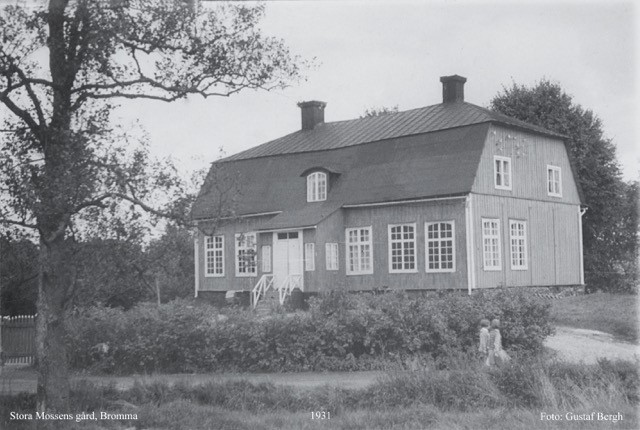
Stora Mossens gård anlades runt 1780. Den kallas ibland Fredriksberg. Fotografi från 1931. Byggnaden revs 1936.

Gården Stora Mossen byggdes omkring 1780 vid en stor mosse och mangårdsbyggnaden låg på platsen för nuvarande Bromma gymnasium. Både den och torpet Lilla Mossen låg vid mossens nordvästra ände. Mossen sträckte sig över det nuvarande koloniområdet och idrottsplatsen. Området tillhörde sedan 1600-talet Ulvsunda slott. Stora Mossens gård kallades ibland även Fredriksberg eller Fredrikstorp efter en tidigare ägare, Fredrik Jansson. Namnet Fredriksberg finns på en karta från 1820-talet. Ladugården låg där senare makarna Gunnar och Alva Myrdal lät arkitekten Sven Markelius rita sin berömda funkisvilla mittemot Bromma gymnasium. Hela området tillhörde sedan 1600-talet Ulvsunda slott, men såldes 1904 till Stockholms stad. 1915, då en spårvagnslinje dragits ut från stan, lades Koloniträdgårdsföreningen Stora Mossen med 250 kolonilotter på delar av Stora Mossens gamla åkrar och beteshagar. Gården, själva mangårdsbyggnaden, låg vid platsen för nuvarande Bromma gymnasium och revs 1936.
Torpet Lilla Mossen var beläget vid nuvarande Stora Mossens koloniområde vid Mossens nordvästra ände, nära Abrahamsberg. En nutida kolonistuga upptar antagligen platsen för det tidigare torpet, som låg under Ulvsunda. Marken tillhörde tidigare Ulvsunda slotts ägor som 1904 köptes av Stockholms stad.

### Administrativ historik
Området tillhörde Bromma socken och från 1863 Bromma landskommun. 1916 inkorporerades området i Stockholms stad. Området bildade 1934 stadsdelen Stora Mossen efter att innan dess ingått i statistiken som en del av Äppelvikens trädgårdsstad. 1938 bröts den västra delen ut och bildade stadsdelen Abrahamsberg.  Stadsdelen ingick från 1997 i Västerleds stadsdelsområde och ingår sedan 1999 i Bromma stadsdelsområde.

## Bebyggelse

### Stadsplanen
Den första stadsplanen antogs 1926 och stadsdelen fick sitt namn 1934. De östligaste kvarteren hade villabebyggelse från 1922–1923, de flesta byggda i traditionell egnahemsstil. Västerled fick sitt namn 1920. Den tidigaste villabebyggelsen fick dessa namn på sina vägar: Ekorrvägen (1926), Grävlingsvägen (1926), Hermelinstigen (1926), Igelkottsvägen (1926), Illerstigen (1926), Lokattsvägen (1926), Mossvägen (1921), Mårdvägen (1926), Stavgårdsgatan (1921), Stora Mossens Backe (1926), Timmerfallet (1926) och Trefaldighetsbacken (1926) samt parken Ekorrberget (1926). Området inom nuvarande stadsdelen Stora Mossen planlades för villabebyggelse och flera tomter uppläts mellan 1925 och 1930. Bromma läroverk byggdes på den gamla gårdstomten. Drygt hälften av stadsdelen byggdes 1928–1929. Vid den något senare bebyggelsen tillkom Bävervägen (1936), Gripvägen (1935), Mossplan (1937), Mullvadsvägen (1930) och Utterstigen (1936). Mosskroken tillkom 1985. Under senare år har Enhörningsgränd och Sobelgränd tillkommit.

### Villaarkitekter
- Stadsdelen var nästan färdigbyggd 1939. Utformningen är mycket enhetlig. Anledningen är att två tredjedelar av villorna ritades av samme arkitekt, Edvin Engström, vid Stockholms stads fastighetskontor. Han var den arkitekt som helt kom att dominera i Brommas trädgårdsstäder. Engström svarade för 95 procent av villorna i Södra Ängby, som är känt för sin mycket enhetliga och utpräglade funkisarkitektur. Trots sin stora produktivitet förblev Engström ganska okänd som arkitekt. Husen anpassades alltid efter rådande stilideal. Han ritade hus i 1910-talets nationalromantik och 1920-talets nyklassicism samt 1930-talets funktionalism. Senare följde 1940- och 1950-talens folhemsbyggnader. Hans byggnader präglades av omsorg om detaljer, goda planlösningar och anpassning till tomternas förutsättningar.[9] Edvin Engström ritade också sin egen villa i Stora Mossen. Han flyttade 1930 till Igelkottsvägen 53, och nio år senare flyttade han till nästa kvarter, till Igelkottsvägen 65, den villan ritade han själv och lät år 1937 bygga villan åt sig själv. Edvin Engström bodde själv med familj i mer än fyra decennier i Stora Mosssen i sina egenhändigt ritade villor.[9]
- Arkitekt Uno Åhrén ritade 1927 några villor i kvarteret Eldstaden på Stavgårdsgatan 43, 45 och 47 i tjugotalsklassicistisk stil.
- Arkitekt Sven Wranér ritade villorna vid Stavgårdsgatan 49, 51 och 53.
- Arkitekt Rolf Bolin ritade Ekorrvägen 1, 2, 3 och 4 samt ett affärs- och bostadshus vid Ekorrvägen 10, ett tvåvåningshus med livsmedels- och mjölkbutik i bottenvåningen. Affärslokalerna byggdes senare om till bostadslägenheter. Rolf Bolin flyttade själv in i villan vid Ekorrvägen 1, ett tvåvåningshus om 6-7 rum och kök. Författaren Lars Ardelius bodde även i många år i det huset, som ofta är omskrivet i hans romaner. På Ekorrvägen 3 bodde en tid skådespelaren Thor Modéen.
- Arkitekt Carl Hörvik ritade Ekorrvägen 5, 7 (hans eget hus), 9 och 11 samt Mårdvägen 21 och 27.
- Arkitekt Birger Borgström ritade Ekorrvägen 13, 14, 15, 16, 17 och 18 samt Stavgårdsgatan 55. Ett 30-tal villor ingick i villakonceptet som genomfördes på Bygge och Bo-utställningen i Äppelviken 1927, som arrangerades av utställningsföretaget Bygge och Bo.
- Arkitekt Sven Markelius ritade 1937 i sin typiska funktionalistiska stil Villa Myrdal, makarna Alva och Gunnar Myrdals hem, i Stora mossen på Nyängsvägen 155 i hörnet av Bävervägen. Mellan 1930 och 1938 hade Sven Markelius hade sitt eget hem, Villa Markelius, på Grönviksvägen 133 i Nockeby i Bromma.[10]

### Villor som byggdes till Byggge och Bo-utställningen i Äppelviken 1927
Utefter Ekorrvägen och angränsande gator vid Mårdvägen och Stavgårdsgatan arrangerades Bygge och Bo-utställningen i Äppelviken 1927. 29 villor ritades av sju olika arkitekter. Bygge och Bo var en organisation som arrangerade bostadsutställningar under 1920- och 1930-talen. Under sommaren 1927 var utställningen i dåvarande Äppelviken och den omfattade de 29 nyuppförda villorna utmed Ekorrvägen och angränsande delar av Mårdvägen och Stavgårdsgatan. Utställningsområdet tillhör numera stadsdelen Stora Mossen.

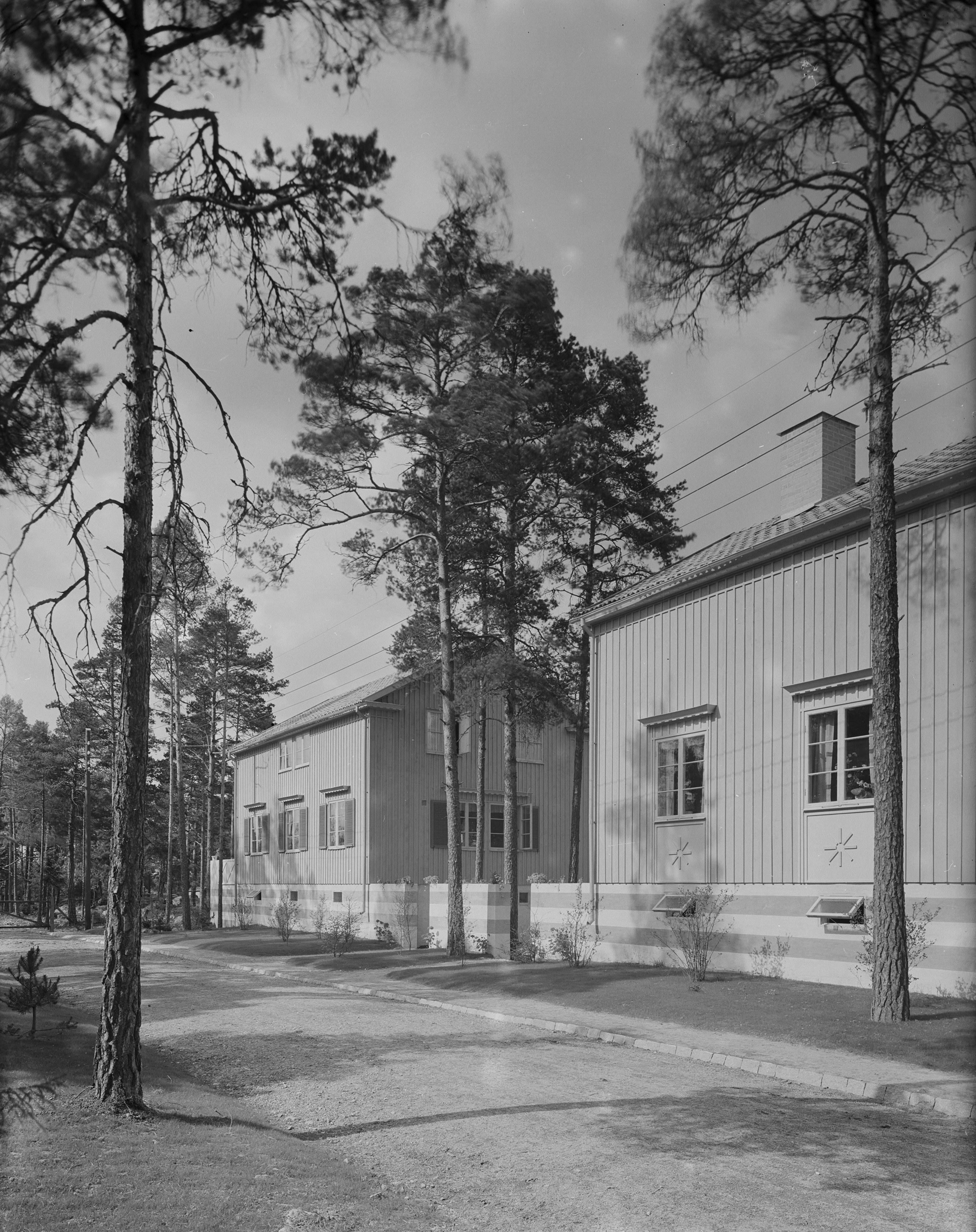
Mårdvägen 32 och 34, arkitekt Ernst Spolén. Båda villorna har 6 rum och kök.
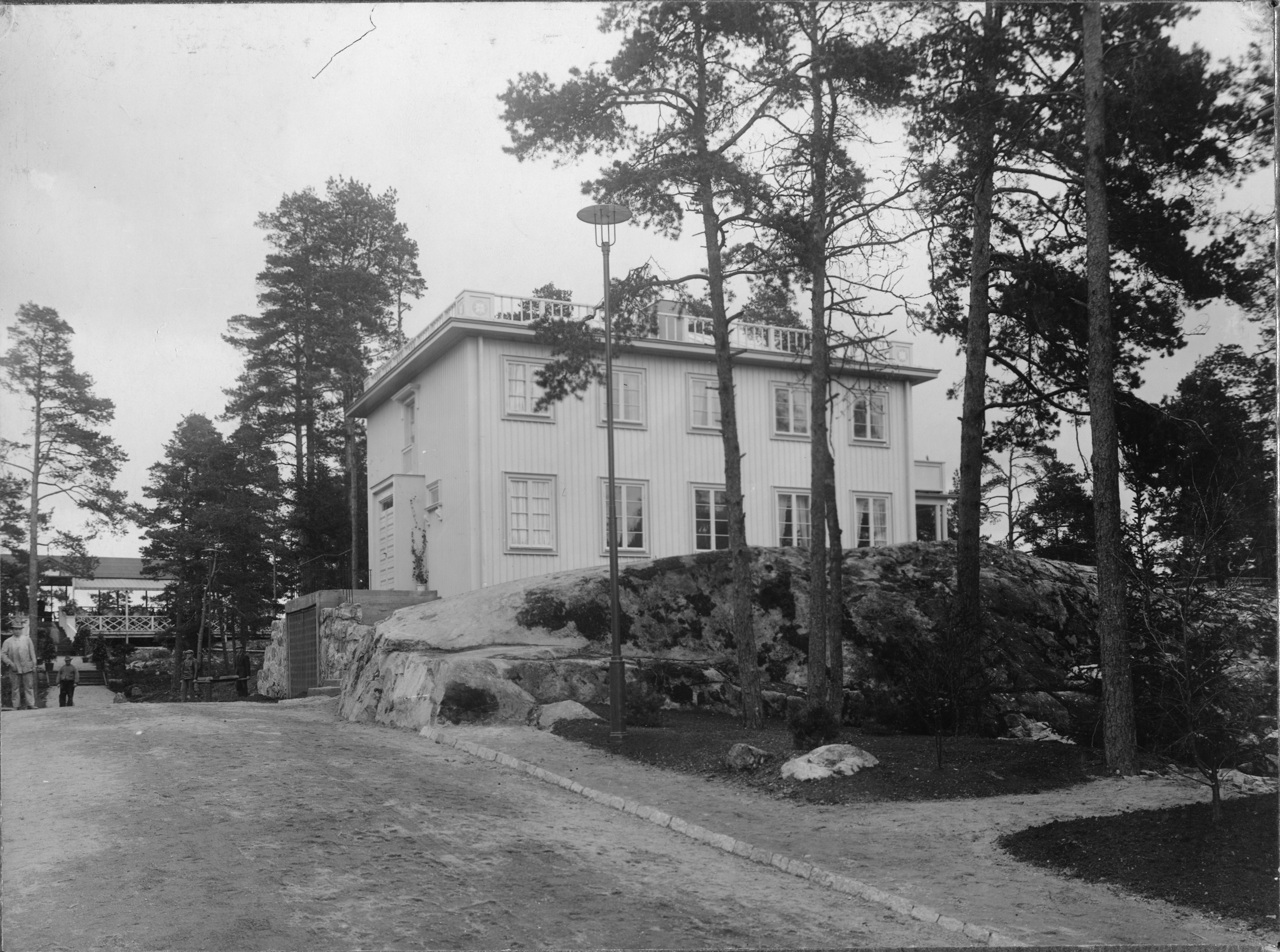
Ekorrvägen 1, arkitekt Rolf Bolin. Villan har 6 rum och kök.
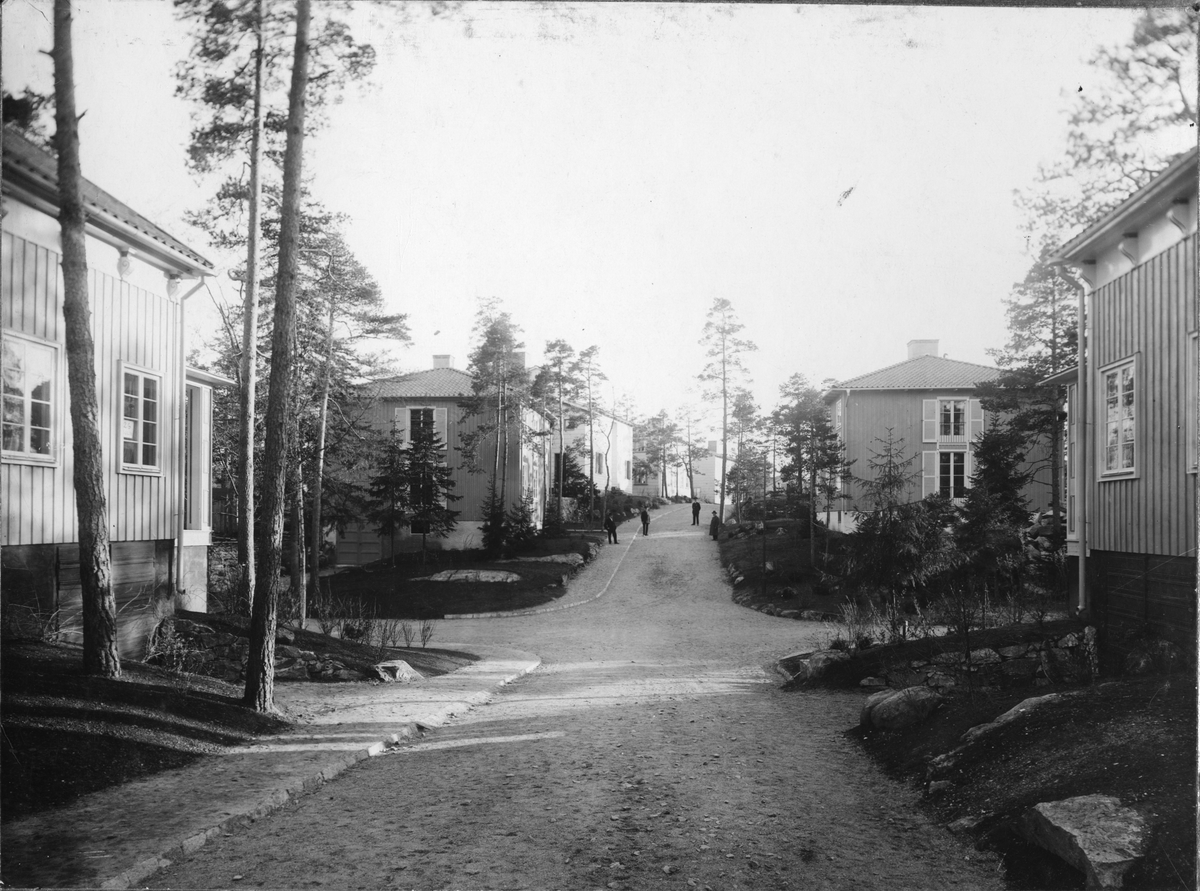
Ekorrvägen 3 och 4 framför korsningen vid Mårdvägen, ritade av Rolf Bolin. Husen längre bort är ritade av Carl Hörvik.
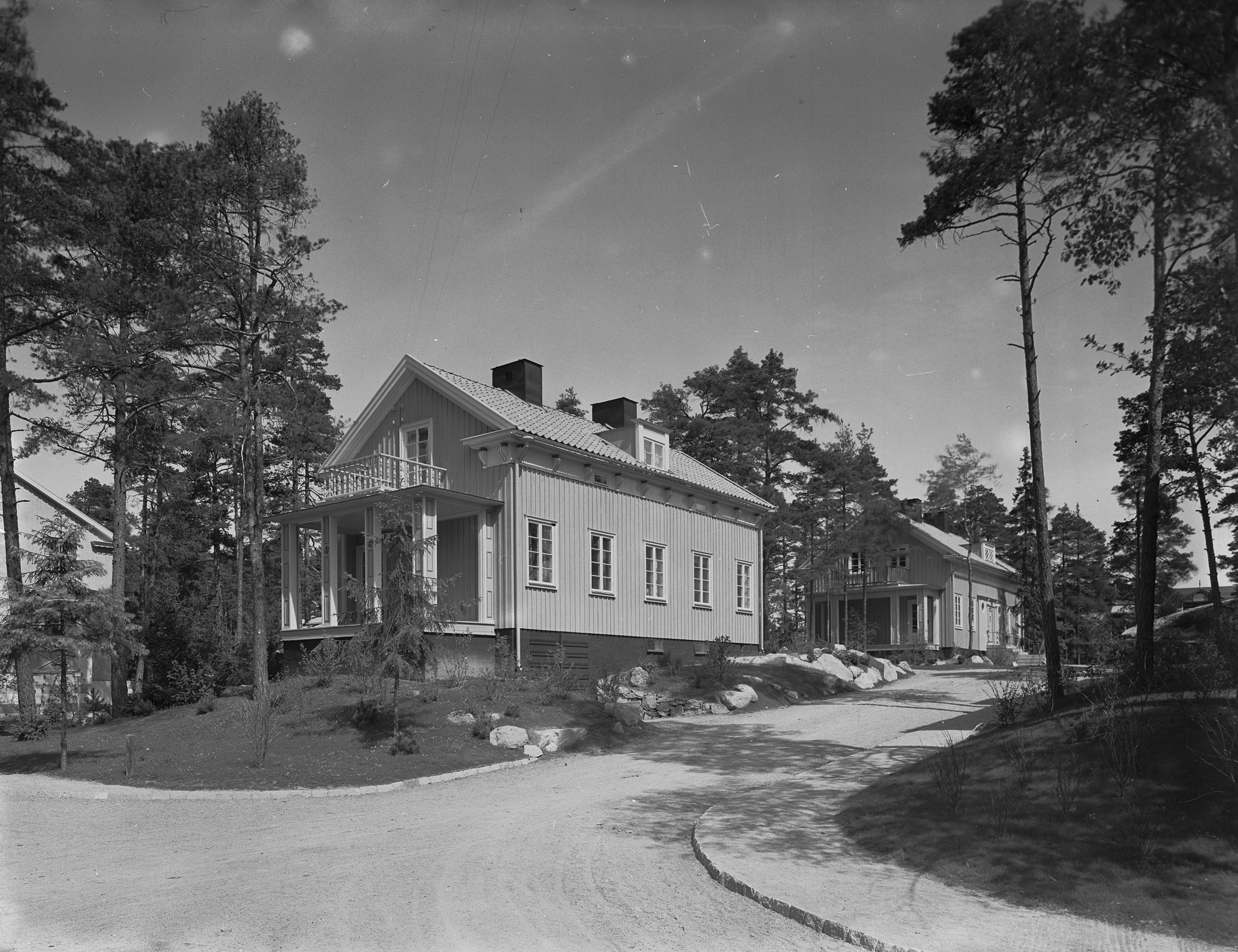
Ekorrvägen 4, arkitekt Rolf Bolin.
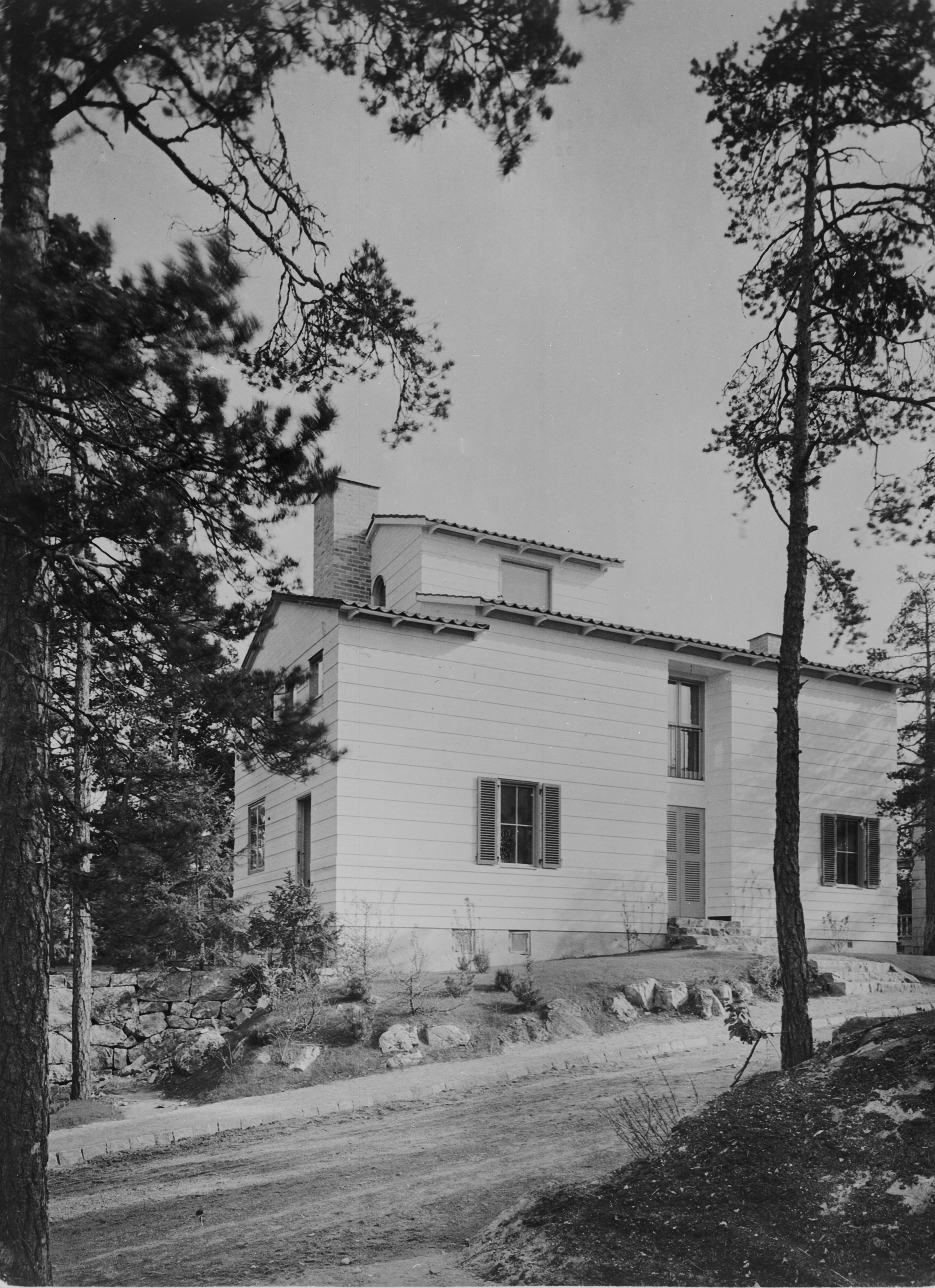
Ekorrvägen 7, Villa Hörvik (egen bostad), arkitekt Carl Hörvik.
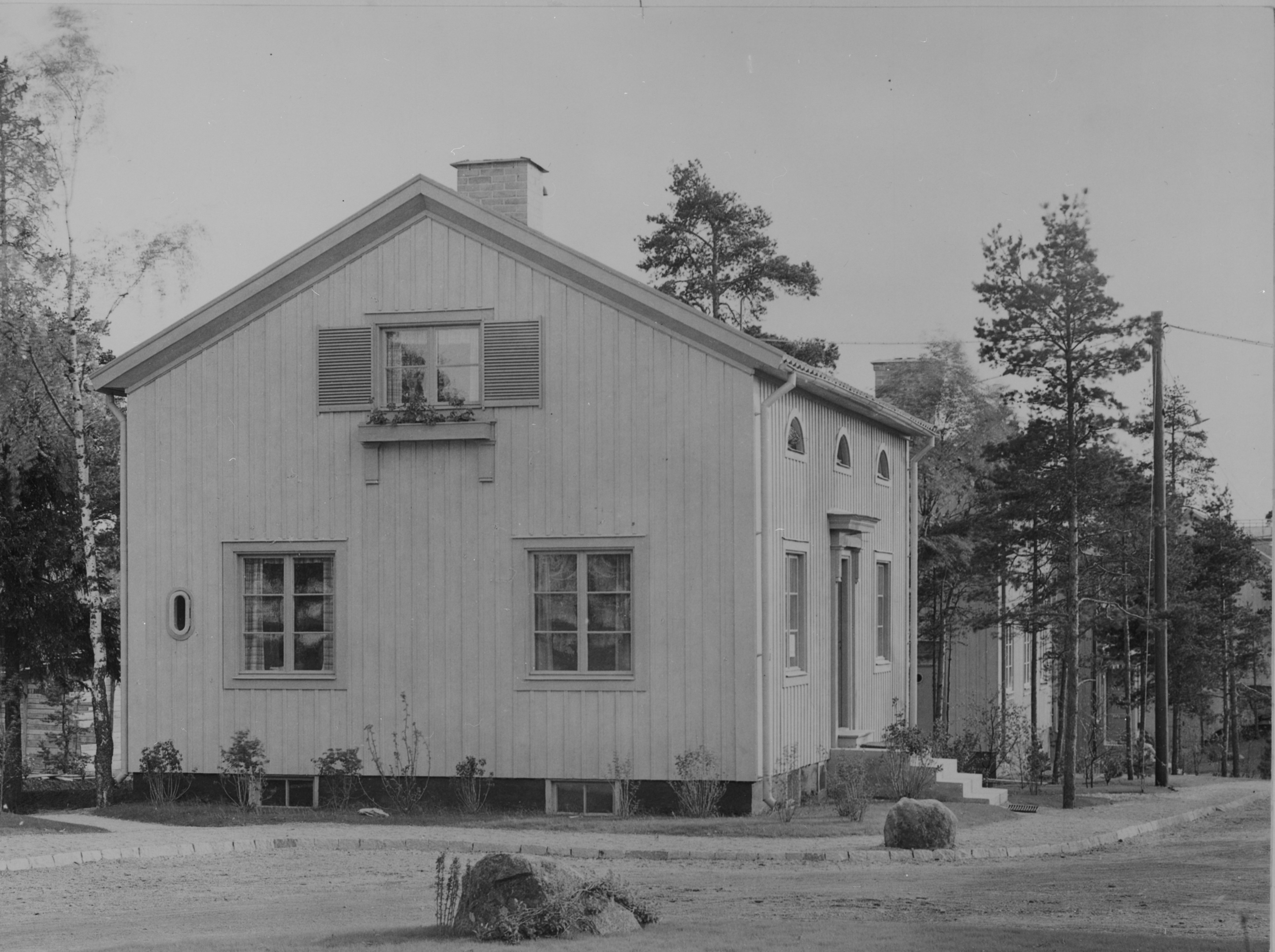
Ekorrvägen 13, arkitekt Birger Borgström.
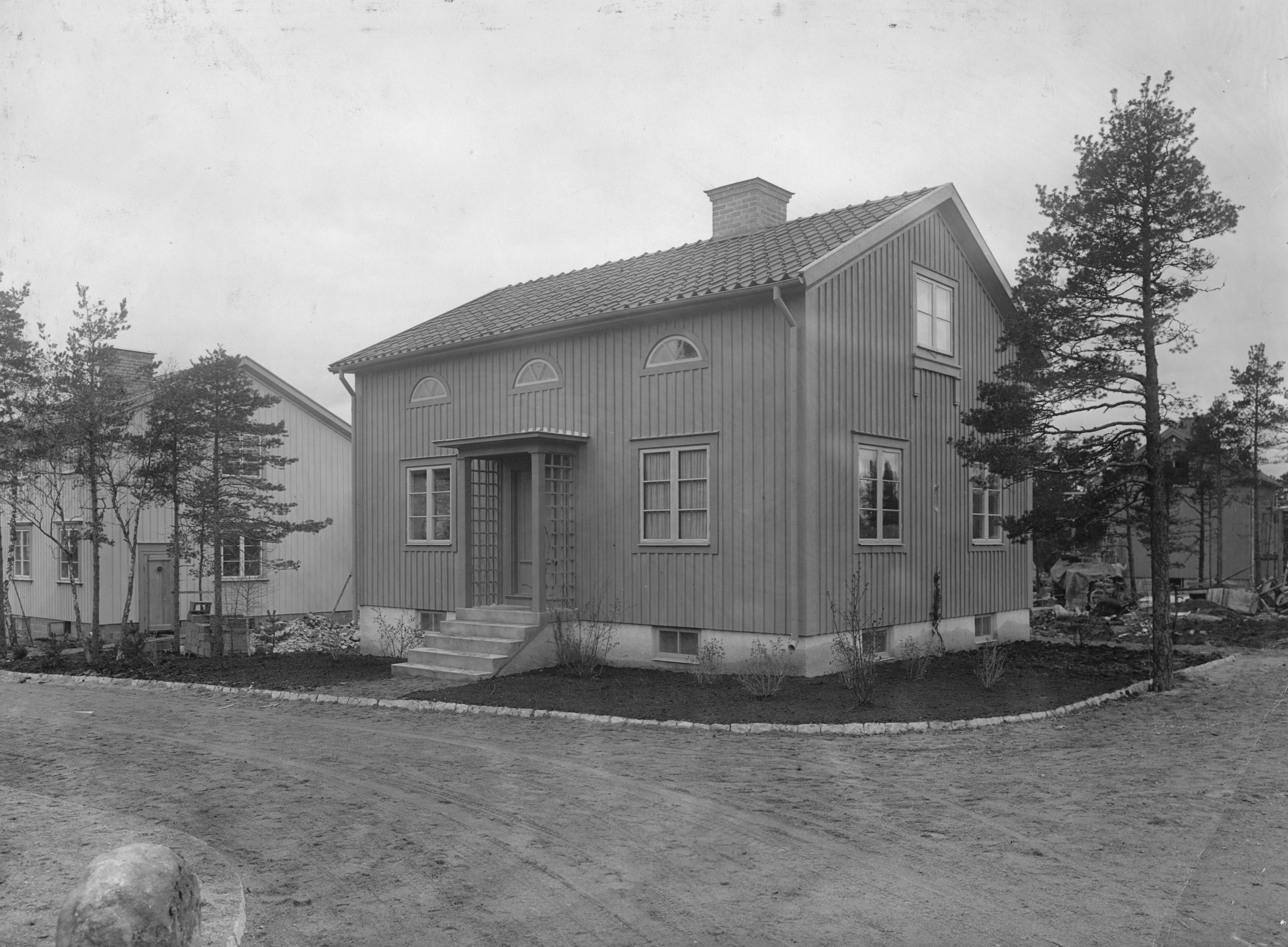
Ekorrvägen 14, arkitekt Birger Borgström.
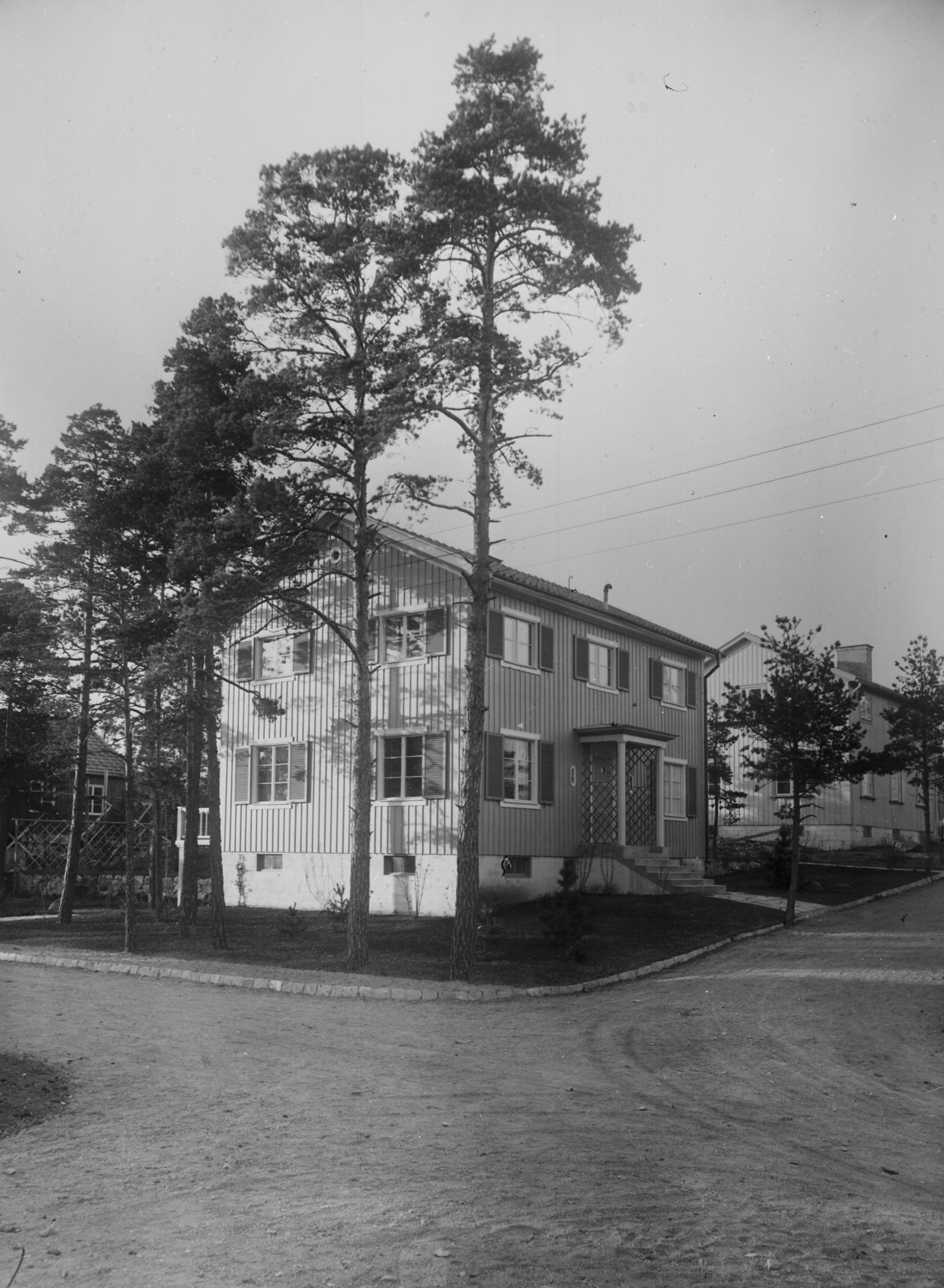
Ekorrvägen 18, arkitekt Birger Borgström.

### Trefaldighetsbacken
Inom området ligger Trefaldighetsbacken mellan Grävlingsvägen och Mårdvägen, den så kallade Drottning Kristinas källa eller Trefaldighetskällan, och Timmerfallet mellan Grävlingsvägen och Stora Mossens Backe. Trefaldighetsbacken fick sitt namn 1926 efter en gammal hälsokälla, en trefaldighetskälla i kvarteret, som nu enligt lokal tradition kallas Drottning Kristinas källa (RAÄ 117), ligger intill och nordväst om en bergrygg. En trefaldighetskälla är enligt gammal folktro en vattenkälla med läkande kraft. Källan låg intill Stora Mossens gård, som revs 1936. Källan är rund och stensatt runt om. En stenlagd gång leder fram till källan. Omkring 24 meter nordväst om källan är en 29 meter lång stenmur. Källan är belägen 4 meter sydväst om Grävlingsvägen i kanten av en långsträckt svacka i parken nära stigen som går ner till Stora Mossens T-banestation. Timmerfallet fick sitt namn 1926 och är en park. Intill parken, men i stadsdelen Äppelviken, ligger Timmervägen. Stora Mossens Backe fick sitt namn redan 1926 när Stora Mossen planlades. Vägen går från tunnelbanan till Mossplan och här byggdes närmare tunnelbanan några bostadshus under åren 1951–1952.

### Gymnasium, koloniområde och idrottsplats

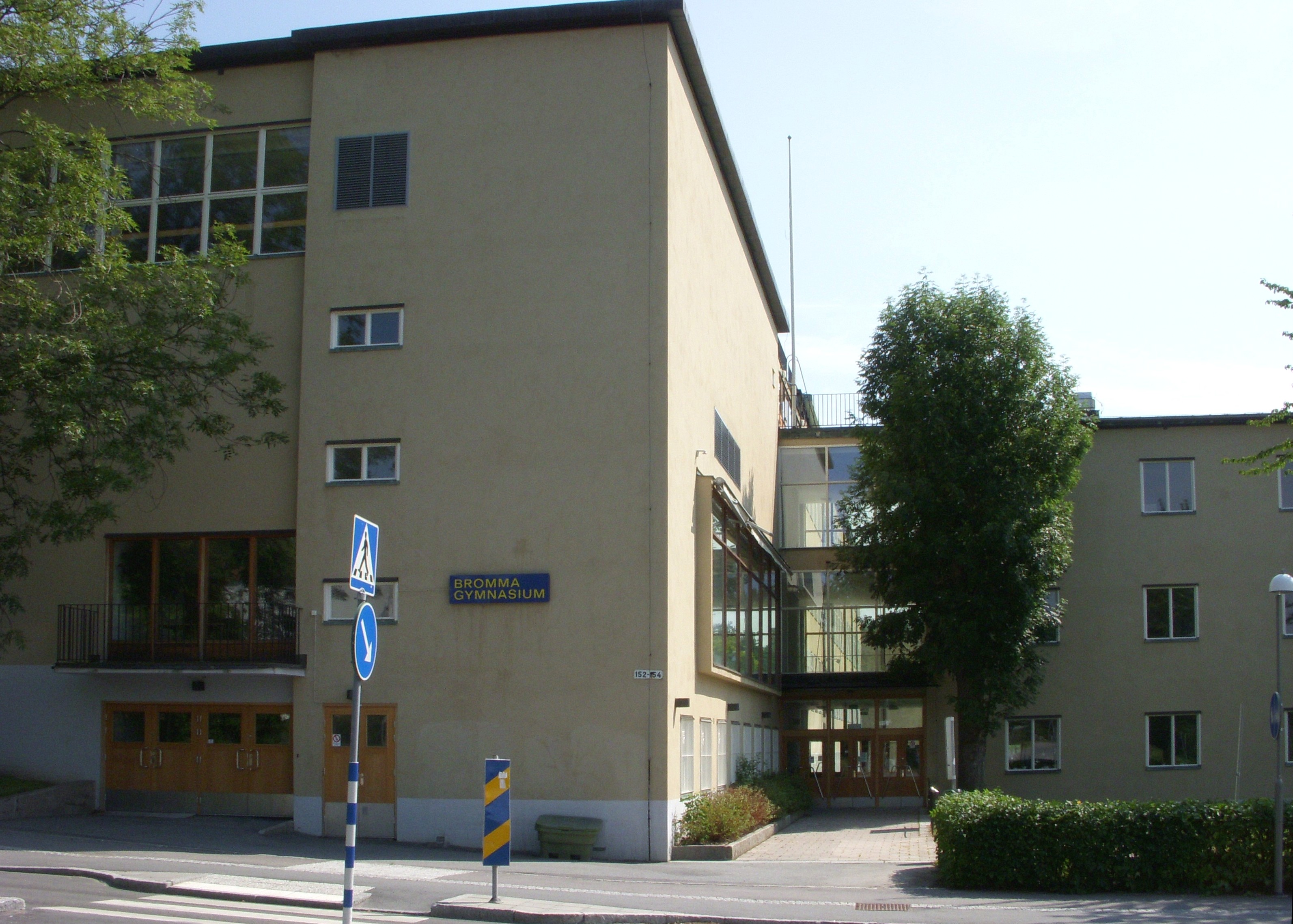
Bromma gymnasium, augusti 2010.

Ett riksdagsbeslut fattades år 1934 om att inrätta ett läroverk i Bromma från och med läsåret 1934-1935. Skolan, Bromma läroverk, omfattade gymnasium och realskola och hade både manliga och kvinnliga elever. Arkitekt för den nya skolbyggnaden, som togs i bruk hösten 1936, var Paul Hedqvist. Bromma läroverk invigdes av konung Gustaf V den 18 maj 1937. På skolgården finns en bronsstaty av Erik Grate, Folkvisan, vilken avtäcktes 4 oktober 1939. Skolan, som byggdes i ljusputsad funktionalistisk stil, är belägen på den plats, där en gång Stora Mossens gård låg. Bromma läroverk var det första läroverket i Bromma och bestod av realskola och gymnasium och blev omkring den tionde skolan i Brommas skolhistoria. I mitten av 1960-talet ändrades skolans namn till Bromma gymnasium, eftersom skolan hade enbart gymnasial undervisning. En ny byggnad med bland annat elevmatsal togs i bruk 1967. Skolan fick uppmärksamhet då en av dess elever sköts ihjäl inne på skolan den 18 januari 2001.
Stora Mossens koloniområde ligger väster om Bromma gymnasium och grundades 1916. Det tillhör de äldsta koloniområdena i Sverige och kom till efter det att spårvagnslinjen till Bromma hade invigts 1914. Här finns idag 192 kolonilotter och kolonistugor.
Stora Mossens idrottsplats ligger söder om Bromma gymnasium. Idrottsplatsen ritades av Paul Hedqvist och invigdes 1933. Den ligger på Västerled 26, nära gränsen mot Äppelviken. Utformningen av idrottsplatsen gick i den då moderna funktionalistiska andan. På idrottsplatsen finns två idrottshallar och två ishallar, "JM-hallen" och "A-hallen", samt övriga friidrottsytor, exempelvis löparbanor. Det finns även två konstgräsplaner för fotbollsspel för både elva- och sjumannalag. De verksamheter som drivs på idrottsplatsen är fotboll, basket, handboll, innebandy, friidrott, hockey och konståkning. Idrottsplatsen nyttjas även av Bromma gymnasium och andra närliggande skolor. Bromma IF har Stora Mossen som sin hemmaarena för friidrott. Idrottsplatsen hade förutom de vanliga banorna och bollplanerna även en skidhoppsbacke. Resterna av denna kan man återfinna i den populära pulkabacken i Skidbacksskogen på andra sidan Nyängsvägen i Abrahamsberg väster om Stora Mossen och bortom kolonilotterna. På 1950-talet avgjordes flera stora internationella friidrottstävlingar på idrottsplatsen. Här avgjordes skoltävlingar och fotbollsmatcher. På 1940-, 1950- och 1960-talen fanns det under vintertid både konstfrysta isbanor (ishall) för hockey- och bandymatcher och naturfrysta, det vill säga "spolade", skridskobanor för allmänhetens åkning.

### Barnläkarmottagning i Stora Mossen
År 1945 uppfördes en villa på Mossvägen 32 att användas både som familjebostad och som barnläkarmottagning. Huset uppfördes för makarna Lars-Gösta Sterner (död 1998) och Rut Sterner (död 1981) med familj. Lars-Gösta Sterner var barnläkare och villan rymde både hem och läkarmottagning. Ritningarna inkom till Byggnadsnämnden 1944 och var utförda av arkitekten Edvin Engström (1890-1971), som var föreståndare på Egnahemsbyråns husbyggnadsavdelning (Stockholms stads lantegendomsnämnd) vid Stockholms stads fastighetskontor. Edvin Engström hade tidigare ritat ett flertal hus i Gamla Enskede och senare ritade han även funkishusen i Södra Ängby på 1930-talet. Läkarmottagningen låg i källarplanet och hade en egen entré. Mottagningen innehöll kapprum, väntrum, mottagningsrum, undersökningsrum med avklädningsbås och laboratorium samt röntgenrum. Familjens eget hem var inrymt i både källar- och bottenplanet. I källarplanet fanns det bland annt gillstuga, slöjdrum och ett strykrum som även kunde fungera som skyddsrum.  På bottenplanet fanns det bland annat fyra sovrum, barnkammare, vardagsrum, kök med serveringsrum och matrum, två rum för hembiträde samt flera toaletter. I barnkammaren fanns också ett syrum. Huset är större än de flesta av grannhusen i området, det är 213 kvadratmeter plus biytor såsom garage och källarutrymmen.

### Skyddsrum i Stora Mossens backe
I Stora Mossens backe, precis intill Stora Mossens tunnelbanestation, finns ett skyddsrum beläget inne i berget. Det är ett mindre skyddsrum som har en yta på 169 kvadratmeter och rymmer 180 platser. Ursprungligen var utrymmet enbart tänkt som ett skyddsrum, men numera håller East Coast Riders MC Stockholmsavdelning till där då de år 1994 flyttade från sin lokal i Sundbyberg. Lokalen i bergrummet har under åren renoverats. Bland annat har svetsrummet, garagedelen och verkstadsdelen byggts om ett flertal gånger. År 2008 lämnades en remiss in till miljöförvaltningen angående huruvida bergrummet skulle avvecklas eller inte då det fanns en viss chans att det skulle hamna i vägen för ett nybyggnadsprojekt. Det beslöts att skyddsrummet inte skulle behöva avvecklas.

### Nya trädgårdsstaden
Åren 2005–2006 har en ny trädgårdsstad vuxit upp i området som gränsar till Nyängsvägen och Stora Mossens koloniområde. Husen är ritade av arkitekt Kjell Forshed i nyfunkis med egen karaktär och består av parhus, flerfamiljshus och enfamiljshus. Området ligger väster om Stora Mossens idrottsplats vid Mosskroken och Enhörningsgränd. I mitten av 1990-talet ingick stadens myndigheter tillsammans med några företag i ett samverkansavtal, där företagen förband sig att medverka till en upprustning av Stora Mossens Idrottsplats mot att de fick bebygga en del av området med bostäder. De utlovades också befrielse från tomträttsavgäld i 20 år. Bostadshusen fick en arkitektur med inspiration av 1930-talet och Bromma gymnasium och trädgårdsstadens häckavgränsade tomter. Under 2003 kunde äntligen de första medlemmarna flytta in i några av de nya bostadsrättsföreningarna i Stora Mossen. Tidigare låg här en andelstvättstuga i kvarteret Tvättstugan i hörnet av Västerled och Nyängsvägen och som öppnades i början av 1951.

## Demografi
Den 31 december 2021 hade stadsdelen 1 774 invånare, varav 13,9 procent med utländsk bakgrund.

## Bilder

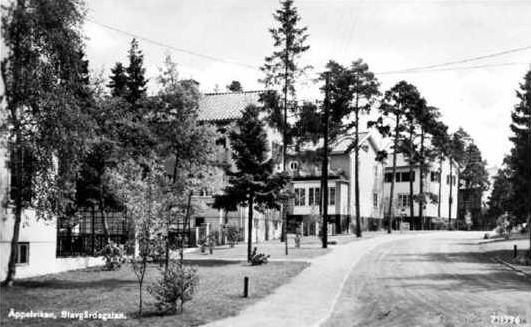
Stavgårdsgatan; typisk bebyggelse för Stora Mossen (bilden från angränsande Äppelviken).
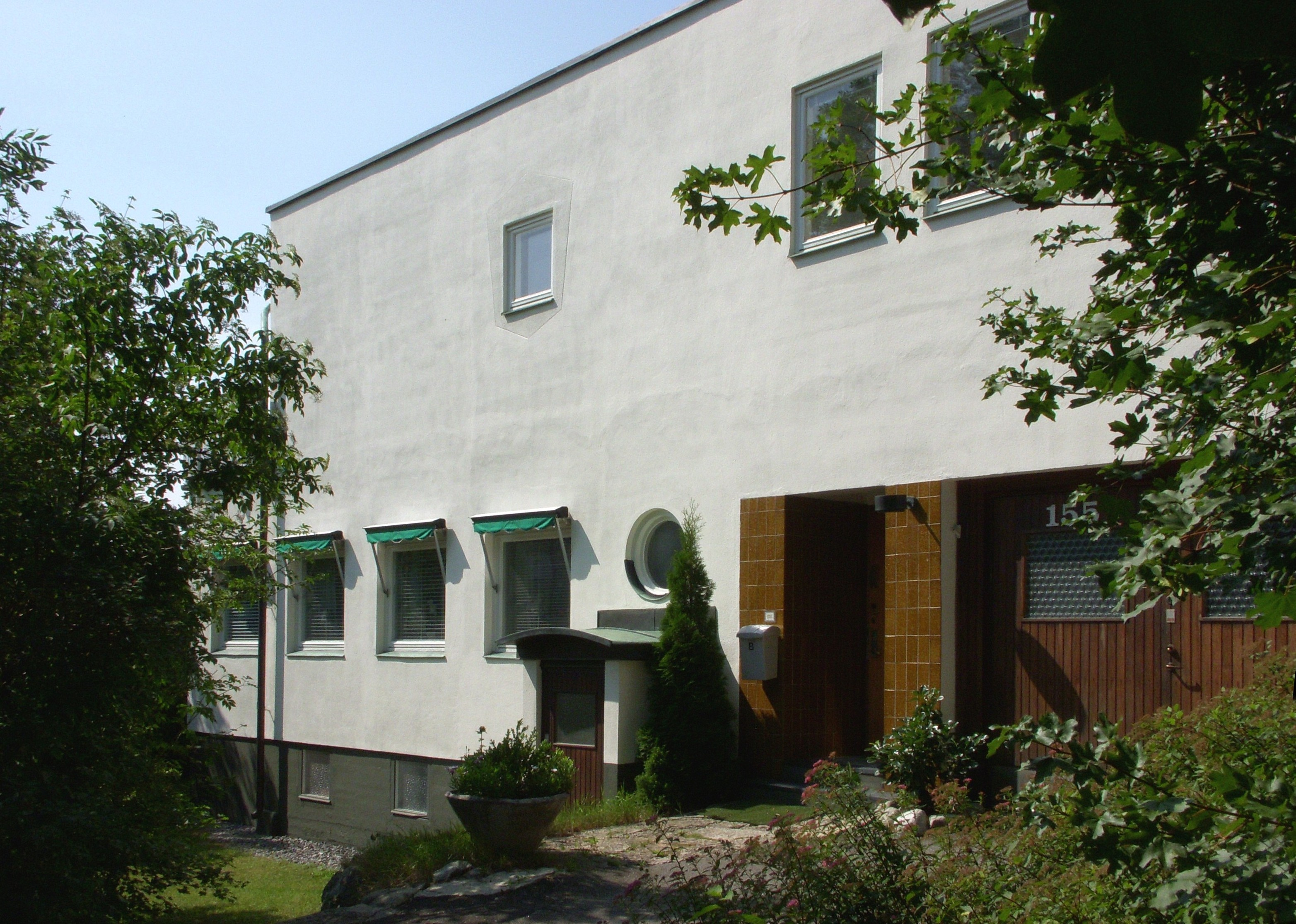
Villa Myrdal på Nyängsvägen 155.
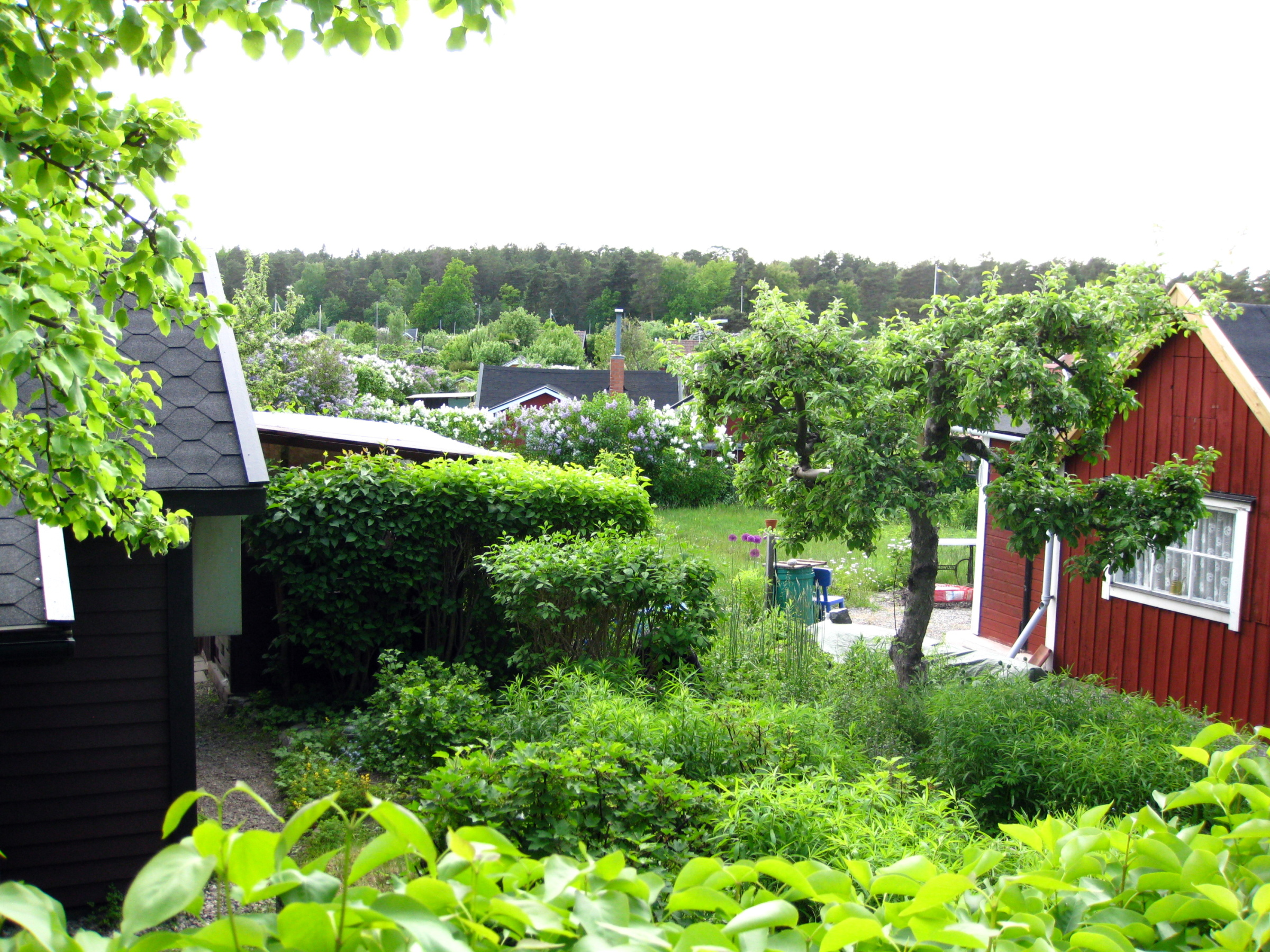
Stora Mossens koloniområde.
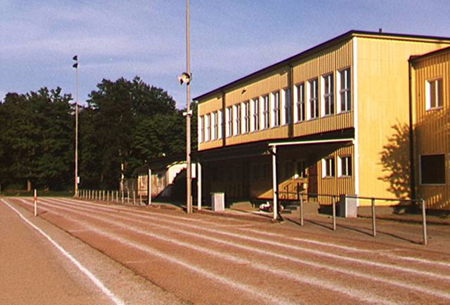
Stora Mossens Idrottsplats.
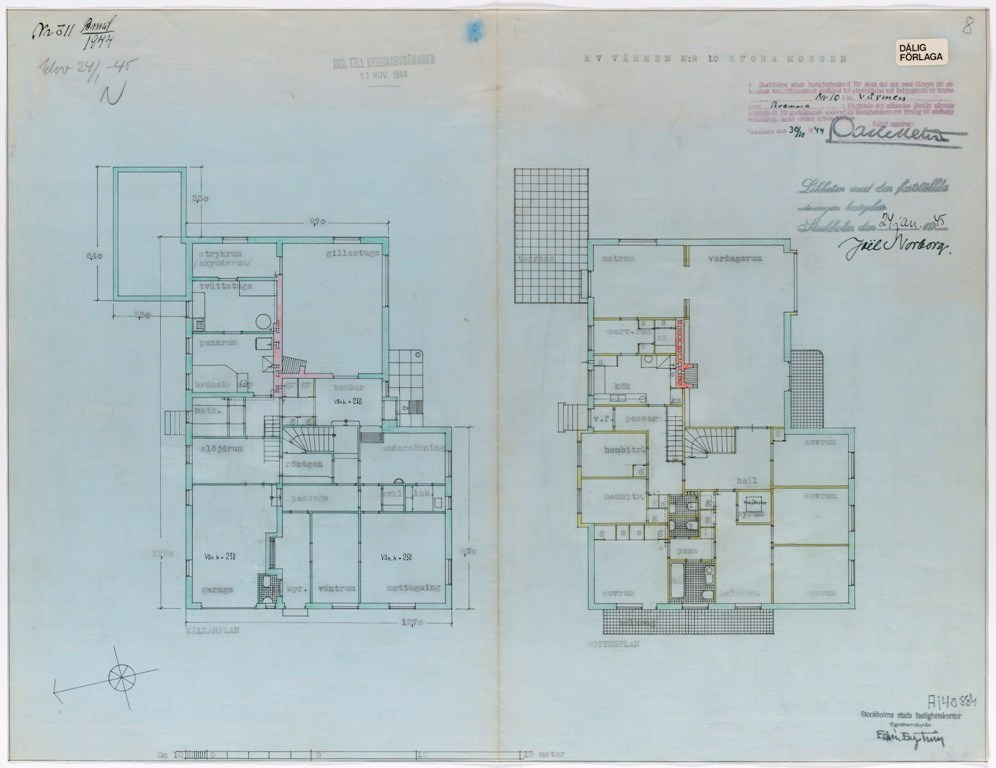
Ritningar till villa med barnläkarmottagning på Mossvägen 32 i Stora Mossen, 1944. Arkitekt var Edvin Engström. Stockholms stadsarkiv.
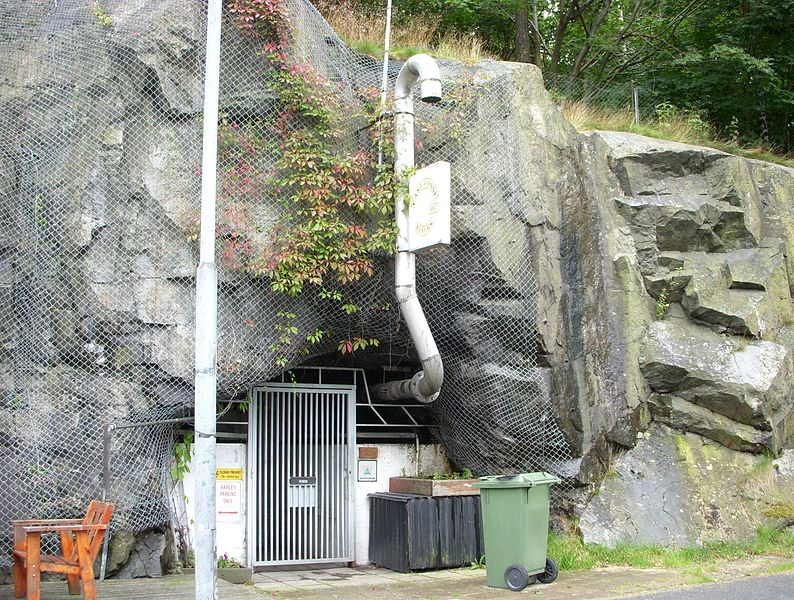
Utanför skyddsrummet vid Stora Mossens backe.